# StandWithUs
StandWithUs (SWU) es un grupo de presión pro-israelí, con sede en Los Ángeles, California, Estados Unidos. StandWithUs, fue fundada en 2001 por la activista judía estadounidense Roz Rothstein, que dirige la organización como director ejecutivo (CEO), junto a Jerry Rothstein y Esther Renzer. La organización se autodefine como una asociación educativa internacional con la misión de informar y educa a personas de todas las edades y orígenes sobre Israel desde su punto de vista, contrarresta la desinformación y combatir el antisemitismo.
Aunque a menudo se califica a SWU de derechista, Rothstein niega esa etiqueta y sostiene que la organización es apartidaria.Rothstein afirma que SWU no defiende posiciones políticas concretasSegún los autores Cronin, Marusek y David Miller, SWU no cree que Cisjordania esté ocupada y apoya los asentamientos israelíes.StandWithUs se ha enfrentado a polémicas en relación con sus tácticas y posturas sobre el conflicto palestino-israelí. Sus detractores la han acusado de desinformar, hacer "pinkwashing", presionar sobre la disidencia a otros puntos de vista  y limitar el diálogo constructivo sobre Israel, especialmente en el ámbito universitario.
StandWithUs se ha destacado como uno de los principales grupos de defensa pro-Israel. Mantiene una presencia significativa en campus universitarios de Estados Unidos, Canadá, Reino Unido, Sudáfrica, Australia y Brasil. La organización pretende combatir lo que percibe como antisemitismo y desinformación relacionados con Israel, promoviendo al mismo tiempo una imagen positiva del país. Forma a estudiantes en la defensa de Israel, organiza protestas, lleva a cabo campañas publicitarias y presenta quejas en nombre de los estudiantes. StandWithUs trabaja activamente para contrarrestar las campañas de Boicot, Desinversiones y Sanciones (BDS) en los campus universitarios y fuera de ellos.
Colabora a menudo con el gobierno israelí, del cual recibe donaciones a cambio de que se entrene a estudiantes para que diseminen mensajes favorables a Israel y las Fuerzas de Defensa de Israel en las redes sociales.

## Fundación y organización
StandWithUs fue fundada en 2001 por Roz Rothstein, una terapeuta familiar oriunda de Los Ángeles cuyos padres fueron supervivientes del Holocausto, junto a su marido Jerry Rothstein y Esther Renzer.Ha declarado que el punto de inflexión para ella se produjo durante la Segunda Intifada, cuando observó lo que percibía como una imagen distorsionada del conflicto en los medios de comunicación. Concretamente tras los asesinatos de Koby Mandell y Yosef Ishran, dos adolescentes que fueron asesinados en las afueras de la colonia israelí de Tekoa en Cisjordania.Tras reunirse con decenas de líderes judíos locales, Rothstein llegó a la conclusión de que no existía ninguna organización con los recursos necesarios para lo que ella considera "explicar Israel", por lo que decidió crear la suya propia.
Rothstein sigue siendo la directora ejecutiva de SWU. Debido a su liderazgo, ha sido nombrada dos veces una de los 50 judíos más influyentes de los Estados Unidos por The Forward y por parte de The Jerusalem Post fue nombrada una de los 50 judíos más influyentes del mundo en 2016.En 2015, su junta directiva incluía también a los empresarios Naty Saidoff y Adam Milstein. La organización cuenta con un equipo de 80 abogados que prestan servicios jurídicos pro bono a estudiantes y profesores que se enfrentan al antisemitismo o al "antisemitismo disfrazado de antisionismo". Roberta P. Seid ocupó anteriormente el cargo de directora de educación-investigación.
En 2022, SWU tenía 18 oficinas en Estados Unidos y sucursales en Israel, Francia, Reino Unido, Australia, Canadá, Sudamérica y Sudáfrica.

## Opiniones
Aunque a menudo se califica a SWU de derechista, Rothstein niega esa etiqueta y sostiene que la organización es apartidaria. En cuanto a su posición dentro de una amplia gama de movimientos estadounidenses proisraelíes, el sociólogo Dov Waxman afirma que SWU se sitúa en el extremo derecho del espectro de grupos judíos estadounidenses, con grupos como The David Project, la Organización Sionista de América, el Israel Project y el Jewish Institute for National Security of America.
Rothstein afirma que SWU no defiende posiciones políticas concretasy que su objetivo es meramente informar.Según los autores Cronin, Marusek y David Miller, SWU no cree que Cisjordania esté ocupada y apoya los asentamientos israelíes.
En una entrevista concedida a Haaretz, Rothstein reconoció tener un vínculo emocional con lo que denominó "Judea y Samaria", porque es donde comenzó el pueblo judío. Ha dicho que los dirigentes palestinos han utilizado las colonias como excusa para "aplazar las negociaciones y rechazar todas las posibles ofertas de paz de Israel"y que ceder partes del territorio para un futuro Estado palestino exigiría "negociaciones serias". SWU considera que el conflicto palestino-israelí es de naturaleza territorial más que existencial. Las lecciones de SWU han destacado que los refugiados palestinos "no fueron el resultado de la fundación de Israel, sino de la guerra que las naciones árabes lanzaron contra Israel", una postura que los historiadores israelíes rebaten.
SWU se opone a J Street, un grupo de presión proisraelí liberal autoproclamado "paloma" (con una postura más pacifista). En un debate con el presidente de J Street, Jeremy Ben-Ami, Rothstein lo acusó de pensar que sabe "mejor que los israelíes" cómo lograr la paz con los palestinos. También se quejó de que J Street presiona y critica principalmente a Israel y no a los palestinos. Ben-Ami le reprochó que enfocara el conflicto en blanco y negro y concluyó que había pocos puntos en común entre ellos.Rothstein también se opone a Breaking the Silence, una organización de ex soldados israelíes opuestos a la ocupación.Ha calificado de poco honestos a los grupos que profesan amor por Israel pero le culpan de la falta de paz mientras se niegan a abordar el comportamiento palestino contrario a la paz. Rothstein cree que los partidarios de Israel deben apoyar a cualquier gobierno que sea elegido en Israel y que los sionistas que critican públicamente al Estado de Israel por su trato a los palestinos no apoyan al país.
SWU se opone activamente al movimiento de Boicot, Desinversión y Sanciones (BDS), al cual considera antisemita.SWU es partidaria de las leyes anti-BDS, que pretenden desalentar los boicots a Israel exigiendo a los contratistas estatales de Estados Unidos que prometan que no boicotean a Israel, leyes que además no cree que atenten contra la libertad de expresión. SWU afirma que el verdadero objetivo del BDS es "la eliminación de Israel y el fin de la autodeterminación judía" y califica a dicho movimiento como un "nuevo frente peligroso que se ha abierto en la guerra contra Israel". SWU cree que las opiniones contra Israel, en lo que consideran son enmascaradas en un "lenguaje de derechos humanos", corren el riesgo de ganar influencia en el sistema político estadounidense, y que son más fáciles de detectar en la extrema derecha que en la extrema izquierda, según la directora ejecutiva del grupo en el Medio Oeste, Peggy Shapiro.

## Recepción
La SWU es ampliamente percibida como de derecha. Ha sido descrita como uno de los principales grupos de presión dedicado a la defensa pro-Israe a nivel estadounidense y global. Además se la considera como una fuerza destacada y eficaz en los campus estadounidenses, con una presencia "difícil de ignorar".La periodista Judy Maltz de Haaretz, ha señalado que "de todas las fuerzas proisraelíes activas en los campus universitarios de Estados Unidos, ninguna ha invertido tanta energía, recursos y audacia en la batalla por los corazones y las mentes de los jóvenes estadounidenses como StandWithUs". Se comenta que la organización tiene "una influencia significativa tanto en el Congreso como entre el público estadounidense".
En 2017, la columnista conservadora Bethany Mandel elogió a SWU por ser el único grupo judío nacional que expresó su descontento por la decisión del JVP de presentar a Leila Jaled como ponente en una de sus conferencias, y sugirió que otros grupos siguieran el ejemplo de SWU si querían mantener la credibilidad.
SWU tiene una gran presencia en las redes sociales y su contenido es ampliamente recplicado por cuentas pro-Israel. Ha sido elogiado por "luchar por los derechos legales de los estudiantes pro-Israel y armarlos con hechos para defenderse del antisemitismo mientras permanecen fieles a sus valores liberales sin dejar de defender la relación entre Estados Unidos e Israel".

### Críticas
Steven M. Cohen, sociólogo profesor de política social judía en el Colegio de la Unión Hebrea, ha expresado su preocupación por el impacto negativo de la actitud de la SWU sobre Israel. Cree que al adherirse a una postura que apoya incondicionalmente todo lo que dice Israel, la organización corre el riesgo de impedir que Israel se beneficie de aportaciones constructivas y de desalentar la participación de los judíos estadounidenses en los debates relacionados con Israel. Cohen subraya la importancia de contar con sionistas que se hagan oír desde diversos ámbitos ideológicos, incluidos los de extrema izquierda, así como grupos de derechas como la extremista Juventud de las Colinas, para tener éxito en la batalla de las relaciones públicas. David Biale ha afirmado que un enfoque paternalista empeora la situación, ya que impide que los estudiantes aprendan a defenderse por sí mismos y les hace sentir como si estuvieran siendo manipulados.
En su publicación de 2009 The Trial of Israel's Campus Critics, los académicos David Theo Goldberg y Saree Makdisi afirman que las treinta y tres organizaciones que componen la organización Israel on Campus Coalition, entre las que se incluye SWU junto con AIPAC, la Organización Sionista de América, el Congreso Judío Americano, el Fondo Nacional Judío, no están interesadas en "las sutilezas del intercambio intelectual y el proceso académico", y que dan prioridad a tácticas como la insinuación, la acusación y la difamación frente al fomento del diálogo intelectual y los procesos académicos cuando responden a argumentos y críticas relacionados con las políticas israelíes. La organización ha sido asociada a una tendencia observada entre diversas organizaciones de derechas y proisraelíes, que algunos perciben como silenciadora de la disidencia en los campus universitarios de los Estados Unidos.
En 2014, el columnista israelí Bradley Burston de Hartez criticó a SWU por lo que consideraba afirmaciones engañosas que se hacían pasar por hechos en los materiales utilizados por la organización para enseñar a los estudiantes universitarios sobre Israel. En su opinión, las afirmaciones del grupo sobre la legalidad de las colonias y las razones por las que Israel se niega a permitir a los palestinos espacio para su capital en Jerusalén eran, en su opinión, mentiras.
Según una investigación de Inter Press Service de octubre de 2009, SWU ha recibido fondos de una "red de financiadores que apoyan a organizaciones que han sido acusadas de propaganda antimusulmana y de fomentar una política exterior militante israelí y estadounidense en Oriente Medio".
En 2018, la Organización Sionista de América (ZOA) criticó a SWU por afirmar que Israel "apoya oficialmente la solución de dos Estados". La ZOA afirmó que Israel se opone a un Estado palestino y tachó la afirmación de SWU de "extremadamente perjudicial" y una "grave falsedad".
El diplomático israelí Alon Pinkas ha tachado de "demasiado apologético" el planteamiento de SWU, afirmando que "presentar a Israel como víctima de la agresión árabe es imposible".
La SWU ha utilizado la política israelí en materia de derechos LGBT para promocionar Israel entre los antisionistas, incluso en una gira de 2005 que supuestamente formaba parte de una campaña gubernamental Brand Israel, lo que dio lugar a acusaciones de pinkwashing de Israel para desviar la atención de sus violaciones de los derechos humanos.
El politólogo Ian Lustick ha afirmado que StandWithUs manipula las estadísticas sobre demografía palestina para apoyar la ocupación y los asentamientos israelíes en Cisjordania. También se ha acusado al grupo de deshumanizar a los palestinos y presentarlos como terroristas.
SWU concedió un premio "Guardianes de Israel" a una persona que, al parecer, intervino para defender a unos comensales judíos de una agresión de antisemitas. Los dos hombres acusados fueron llevados a juicio y condenados a una visita obligatoria al Museo de la Tolerancia y a 80 horas de formación en sensibilidad cultural. Según un redactor jefe de The Forward, no se había producido ninguna agresión antisemita por parte de los activistas pro palestinos. Roz Rothstein expresó su decepción por el veredicto, y declaró que los dos hombres merecían una pena de prisión.